# ART-XC
ART-XC — рентгеновский телескоп, созданный Институтом космических исследований РАН и РФЯЦ-ВНИИЭФ; наряду с немецким телескопом eROSITA является частью российской космической обсерватории «Спектр-РГ». Название расшифровывается как «Astronomical Roentgen Telescope — X-ray Concentrator» (с англ. «Астрономический рентгеновский телескоп — концентратор рентгеновских лучей»). Научный руководитель проекта — доктор физ.-мат. наук Михаил Павлинский, ИКИ РАН.

## Описание
Телескоп работает в диапазоне энергий 6—30 кэВ (килоэлектронвольт) и имеет 7 модулей рентгеновских зеркал скользящего типа, изготовленных центром космических полетов имени Маршалла в США (зеркала тестового контрольно-доводочного образца телескопа созданы в России на специально созданной научно-производственной базе РФЯЦ-ВНИИЭФ). Чувствительность телескопа по сравнению с прошлыми российскими телескопами повысилась в 40 раз. Корпус телескопа изготовлен из углепластика. Высота телескопа составляет 3,5 м, масса 350 кг. Угол зрения равен 30 минутам дуги. Эффективная входная апертура составляет 450 см2 (при энергии 8 кэВ), угловое разрешение 45 секунд дуги. Телескоп создавался в течение 9 лет.
Каждый из семи комплектов зеркал скользящего падения, собранных по схеме телескопа Вольтера I типа (по 28 пар вложенных зеркальных оболочек в модуле) с фокальной длиной 2,7 метра, фокусирует рентгеновское излучение на находящийся в его фокальной плоскости позиционно-чувствительный детектор, защищённый от света рентгенопрозрачным бериллиевым окном толщиной 100 мкм. Зеркала состоят из сплава никеля и кобальта, их рабочие поверхности покрыты слоем иридия толщиной 10 нм для увеличения коэффициента отражения. Длина каждого модуля составляет 58,0 см, диаметр зеркал от 4,9 до 14,5 см. Все модули расположены параллельно друг другу, то есть просматривают один и тот же участок неба; кроме того, на обсерватории «Спектр-РГ» они установлены параллельно второму телескопу, eROSITA, вдоль главной оси спутника и перпендикулярно направлению на Солнце. Вращение спутника вокруг оси, направленной на Солнце, с периодом около 4 часов позволяет телескопам за полгода, время прохождения половины земной орбиты, полностью отсканировать всю небесную сферу.
Каждый из семи детекторов состоит из высококачественного полупроводникового монокристалла теллурида кадмия размером 30×30×1 мм (рабочая область — круг диаметром 28,56 мм) и представляет собой двусторонний стриповый (полосковый) детектор — DSSD. Монокристаллы выращены фирмой Acrorad (Япония). На кристалле размещена разработанная в ИКИ РАН система электродов, образующая матрицу диодов Шоттки размером 48×48 пикселей. Электроды состоят из параллельных полос шириной 520 мкм с промежутками в 75 мкм; полосы на верхней (анодной) стороне кристалла перпендикулярны полосам на нижней (катодной) стороне. Верхние полосы состоят из слоёв золота и платины, нижние — из слоёв алюминия, титана и золота (перечислены в направлении сверху вниз вдоль оси телескопа). Системы полос на каждой стороне окружены охранным кольцом. Каждый квадратный пиксель имеет размеры стороны 595 мкм, что обеспечивает угловое разрешение 45 секунд дуги. Считывание данных с каждого детектора выполняется парой специализированных микросхем (ASIC) VA64TA1, разработанных фирмой Gamma Medica-Ideas (Норвегия); обе микросхемы, детектор, термодатчик и охладитель Пельтье интегрированы в единый модуль. Рабочая температура детектора −30 °C, энергетическое разрешение составляет 10 % при энергии 14 кэВ и обратном смещении −100 В. Ток утечки всего детектора составляет 2...3 нА при +10 °C. Радиационная стойкость управляющих микросхем детектора превышает 200 крад (2 кГр). Детектор смонтирован в герметичном корпусе из магний-алюминиевого сплава, покрытом слоями меди (1 мм) и олова (1 мм), с вмонтированным бериллиевым окном; до запуска корпуса́ заполнены сухим азотом, после запуска сообщаются с внешним вакуумом. Детекторные блоки распределены по двум блокам электроники (четыре в первом и три во втором), которые также обеспечивают низковольтное и высоковольтное питание детекторных блоков; связь блоков электроники с бортовым компьютером осуществляется через блок последовательного интерфейса. Аналоговое формирование и аналого-цифровое преобразование сигнала занимает около 100 мкс, последующая цифровая обработка данных электроникой детектора требует 840 мкс; таким образом, мёртвое время детектора после каждого зарегистрированного события в нём составляет 940 мкс. Детектор может работать в трёх триггерных режимах: срабатывание по превышению порога от какой-либо нижней полосы; то же от какой-либо верхней полосы; по совпадению от верхних и нижних полос. Информация о каждом событии в детекторе, передаваемая в кадре телеметрии (шесть 16-битных слов), включает время события, номер нижней полосы с максимальным зарядом, амплитуду сигнала на этой полосе, амплитуды на двух смежных полосах, те же данные для верхних полос. Время события определяется с шагом 21,33 мкс.
Энергетическая калибровка детекторов в полёте выполняется с помощью радиоизотопных гамма-источников америций-241 (γ-линия 59,5 кэВ) и железо-55 (γ-линия 5,9 кэВ), смонтированных на рычагах, подводимых к детекторам с помощью шагового двигателя.
Мощность, потребляемая телескопом от бортовой электросети, составляет 300 Вт. Ожидаемый поток данных от всех 7 детекторов телескопа составляет около 150 мегабайт/сутки.

## История создания
До ART-XC отечественные рентгеновские телескопы стояли на орбитальных станциях «Салют-4» (1974), «Мир» (модуль «Квант», 1987) и «Гранат» (1989), астрофизических станциях «Астрон» (1983) и «Гамма» (1990).
- Проект рентгеновского телескопа появился еще в 1990-х гг.
- В 2007 году к проекту подключился РФЯЦ-ВНИИЭФ. Специалистами ВНИИЭФ сначала впервые в России были разработаны рентгеновские зеркала скользящего типа, а затем сконструирован и построен телескоп. Всего было создано четыре опытных образца телескопа. Все они прошли ряд испытаний (вибродинамические, тепловакуумные, ресурсные).
- В декабре 2016 года лётный образец телескопа был поставлен в НПО имени С. А. Лавочкина.

## Организации, занятые в создании телескопа
- РФЯЦ-ВНИИЭФ — создание тестовой системы зеркал скользящего типа; конструирование и изготовление телескопа[5].
- Центр космических полетов имени Маршалла — создание зеркальных модулей.
- Институт космических исследований РАН — создание технологии изготовления рентгеновской металлооптики, изготовление блоков питания и полупроводниковых датчиков на теллуриде кадмия (совместно с РФЯЦ-ВНИИЭФ), бортового компьютера и памяти, системы теплового баланса, звёздного сенсора, а также рентгеновская калибровка и настройка детекторов и зеркал.
- НПО «Технология» — изготовление корпуса из углепластика.
- ПАО «Красное Сормово» — создание титановых фланцев.
- НПО «Молния» и РКЦ «Прогресс» — часть испытаний телескопа.